# Jugoslávie na Letních olympijských hrách 1964
Jugoslávii na Letních olympijských hrách 1964 v japonském Tokiu reprezentovalo 75 sportovců, z toho 72 mužů a 3 ženy v 9 sportech.

## Medailisté
| Medaile | Jméno | Sport                | Disciplína                 |
| ------- | --- | -------------------- | -------------------------- |
| Zlato   | Miroslav Cerar | Sportovní gymnastika | Muži kůň našíř             |
| Zlato   | Branislav Simić | Zápas                | muži řecko-římský do 87 kg |
| Stříbro | Ozren Bonačić Zoran Janković Milan Muškatirović Ante Nardeli Frane Nonković Vinko Rosić Mirko Sandić Zlatko Šimenc Božidar Stanišić Karlo Stipanić Ivo Trumbić | Vodní pólo           | Turnaj mužů                |
| Bronz   | Miroslav Cerar | Sportovní gymnastika | Muži hrazda                |
| Bronz   | Branislav Martinović | Zápas                | muži řecko-římský do 63 kg |